# Olympische Jugend-Winterspiele 2024/Teilnehmer (Jamaika)
| Gelbes Symbol für Goldmedaillen mit stilisierten Olympischen Ringen | Graues Symbol für Silbermedaillen mit stilisierten Olympischen Ringen | Braundes Symbol für Bronzemedaillen mit stilisierten Olympischen Ringen |
| ------------------------------------------------------------------- | --------------------------------------------------------------------- | ----------------------------------------------------------------------- |
| —                                                                   | —                                                                     | —                                                                       |

Jamaika nahm an den Olympischen Jugend-Winterspielen 2024 in der südkoreanischen Provinz Gangwon mit 3 Athleten (1 Mann, 2 Frauen) teil.

## Teilnehmer nach Sportart

### Bob
| Athleten       | Lauf 1  | Lauf 1 | Lauf 2  | Lauf 2 | Gesamt      | Gesamt |
| Athleten       | Zeit    | Rang   | Zeit    | Rang   | Zeit        | Rang   |
| -------------- | ------- | ------ | ------- | ------ | ----------- | ------ |
| Frauen         |         |        |         |        |             |        |
| Adanna Johnson | 58,12 s | 11     | 58,17 s | 10     | 1:56,29 min | 11     |

### Ski Alpin
| Athleten         | Wettbewerb         | Lauf 1      | Lauf 1 | Lauf 2      | Lauf 2 | Gesamt      | Gesamt |
| Athleten         | Wettbewerb         | Zeit        | Rang   | Zeit        | Rang   | Zeit        | Rang   |
| ---------------- | ------------------ | ----------- | ------ | ----------- | ------ | ----------- | ------ |
| Frauen           |                    |             |        |             |        |             |        |
| Henniyah Rivers  | Riesenslalom       | 1:01,86 min | 48     | 1:07,02 min | 39     | 2:08,88 min | 39     |
| Henniyah Rivers  | Slalom             | DNF         | DNF    | DNF         | DNF    | DNF         | DNF    |
| Männer           |                    |             |        |             |        |             |        |
| Henri Rivers IV. | Super-G            | —           | —      | —           | —      | DNS         | DNS    |
| Henri Rivers IV. | Alpine Kombination | DNS         | DNS    | DNS         | DNS    | DNS         | DNS    |
| Henri Rivers IV. | Riesenslalom       | DNF         | DNF    | DNF         | DNF    | DNF         | DNF    |
| Henri Rivers IV. | Slalom             | 54,96 s     | 52     | 59,37 s     | 32     | 1:54,33 min | 34     |